# Eulithis
Eulithis är ett släkte av fjärilar som beskrevs av Jacob Hübner 1821. Eulithis ingår i familjen mätare.

## Bildgalleri

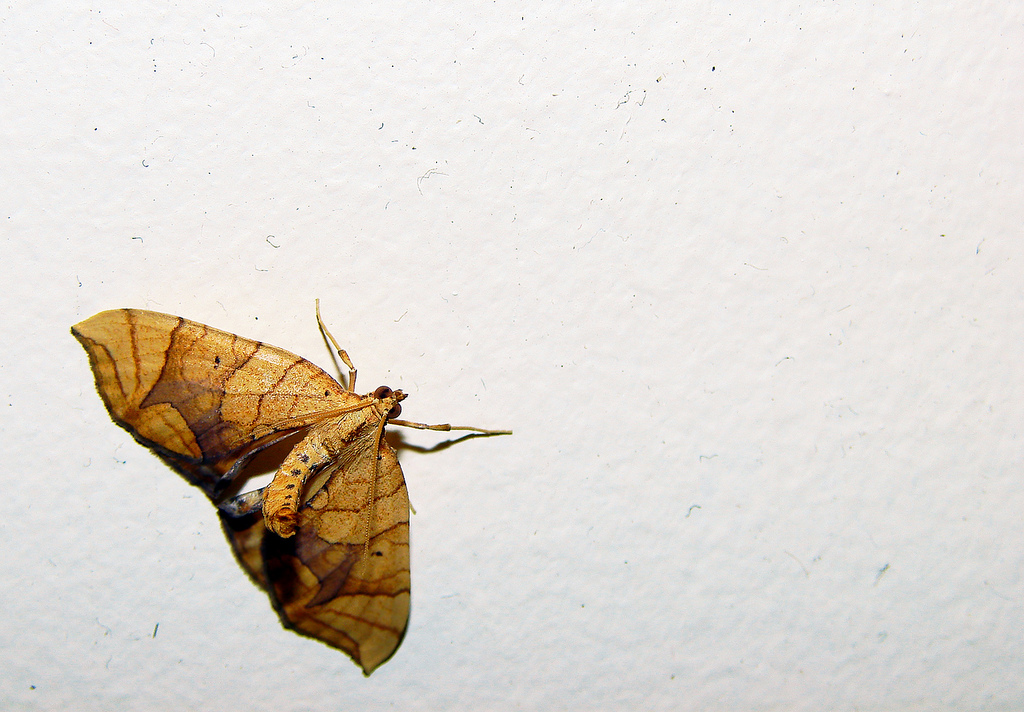

## Dottertaxa tillEulithis, i alfabetisk ordning[1][2]
- Eulithis achatinata
- Eulithis achatinellaria
- Eulithis agnes
- Eulithis albicinctata
- Eulithis annexa
- Eulithis approximata
- Eulithis arctica
- Eulithis associata
- Eulithis atrocolorata
- Eulithis aurantiodeleta
- Eulithis aurantior
- Eulithis baumani
- Eulithis binderi
- Eulithis brunneomaculata
- Eulithis centrolineata
- Eulithis chosensis
- Eulithis circumscripta
- Eulithis citrinata
- Eulithis colorata
- Eulithis conjuncta
- Eulithis constricta
- Eulithis contraria
- Eulithis contrariata
- Eulithis convergenata
- Eulithis cunigerata
- Eulithis decolorata
- Eulithis deleta
- Eulithis destinata
- Eulithis digna
- Eulithis disjunctaria
- Eulithis diversilineata
- Eulithis dolomitica
- Eulithis dotata
- Eulithis elegans
- Eulithis eminens
- Eulithis estonica
- Eulithis excelsa
- Eulithis explanata
- Eulithis fasciata
- Eulithis festinaria
- Eulithis flavibrunneata
- Eulithis flavicata
- Eulithis flavobasata
- Eulithis flavomacularia
- Eulithis fuscata
- Eulithis gracilineata
- Eulithis griseata
- Eulithis harveyata
- Eulithis hedgesaria
- Eulithis insulicola
- Eulithis intermedia
- Eulithis interrupta
- Eulithis inurbana
- Eulithis inversa
- Eulithis johansoni
- Eulithis juncta
- Eulithis karafutonis
- Eulithis ledereri
- Eulithis leucoptera
- Eulithis lugubrata
- Eulithis lunulata
- Eulithis lutea
- Eulithis luteata
- Eulithis luteolata
- Eulithis marmorata
- Eulithis mediofasciata
- Eulithis melanoxantha
- Eulithis mellinata
- Eulithis molliculata
- Eulithis montanata
- Eulithis musauaria
- Eulithis nubilata
- Eulithis obscura
- Eulithis obscurata
- Eulithis obsoleta
- Eulithis ochraceata
- Eulithis ochroleuca
- Eulithis packardata
- Eulithis pallidata
- Eulithis paradoxa
- Eulithis peloponnesiaca
- Eulithis perspicuata
- Eulithis phylaca
- Eulithis populata
- Eulithis propulsata
- Eulithis prunata
- Eulithis pseudoledereri
- Eulithis pulchraria
- Eulithis pyraliata
- Eulithis pyropata
- Eulithis remotata
- Eulithis ribesiaria
- Eulithis roessleraria
- Eulithis rufescens
- Eulithis samnitica
- Eulithis schistacea
- Eulithis schwederi
- Eulithis serrataria
- Eulithis similis
- Eulithis speciosa
- Eulithis sperringi
- Eulithis spinaciata
- Eulithis subalba
- Eulithis subnigra
- Eulithis sugitanii
- Eulithis tatrica
- Eulithis teberdensis
- Eulithis tertrivia
- Eulithis testaceata
- Eulithis testata
- Eulithis triangulata
- Eulithis tricedista
- Eulithis tristis
- Eulithis unicolorata
- Eulithis uniformata
- Eulithis woralli
- Eulithis ximina
- Eulithis xylina